# Вечна Крајина
„Вечна Крајина“ је музички албум Слободана Домаћиновића и Љубице Болдескић из 1988. године, у издању Југодиска. На њему се налази осам пјесама:
1. Са ворбит вечиниле (Sa vorbit večinile – Договарале се комшинице)
2. Ињима ну’мбатрњи (Injimă nu-mbătrnji – Немој, срце, да стариш)
3. К’нд је ому амарит (Kînd je omu amărît – Кад је човјек огорчен)
4. Де че ну виј дајкуца мја (De če nu vij dăjkuca-mja – Што не дођеш, драга моја)
5. Бине сај дуо м’ндруцă (Bine saj douo mîndrucă – Добро је имати двије љепотице)
6. Навјам каса нич пам’нт (Navjam kasă nič pămînt – Немам кућу ни имање)
7. Драгосте дурере греа (Dragoste durere grea – Љубави тешке боли)
8. Драгостеа де нар мај фи (Dragostea de nar măj fi – Да нема љубави)